# Ukmergė (gemeente)
Ukmergė is een van de 60 Litouwse gemeenten, in het district Vilnius.
De hoofdplaats is de gelijknamige stad Ukmergė. De gemeente telt 48.700 inwoners op een oppervlakte van 1395 km².

## Plaatsen in de gemeente
Plaatsen met inwonertal (2001):
- Ukmergė – 28759
- Šventupė – 842
- Vepriai – 663
- Siesikai – 601
- Dainava – 547
- Vidiškiai – 528
- Želva – 516
- Deltuva – 503
- Jasiuliškis – 467
- Rečionys – 330